# Sainte-Colombe (Doubs)
Pour les articles homonymes, voir Sainte-Colombe.
Sainte-Colombe est une commune française située dans le département du Doubs, la région culturelle et historique de Franche-Comté et la région administrative Bourgogne-Franche-Comté.
Ses habitants se nomment les Colombins et Colombines.

## Géographie

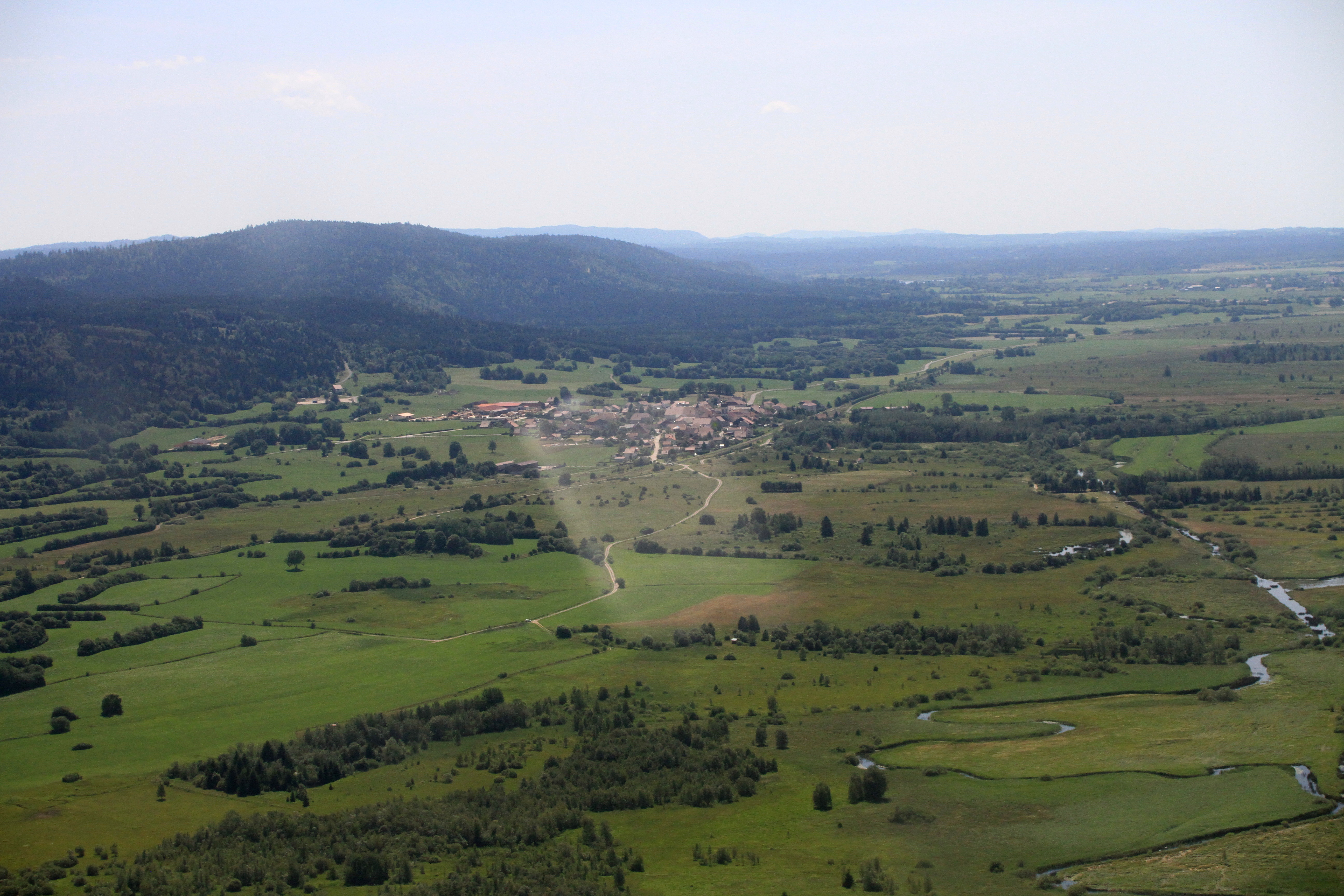
Situation géographique de la commune par une vue aérienne

### Toponymie
Bretzendens en 1057 ; Bersendens en 1075 ; Sancta Columba en 1086 ; Capelle sancte Columbe en 1139 ; Sancta Columba en 1281 ; Saincte Colombe en 1466.

### Climat
Pour des articles plus généraux, voir Climat de la Bourgogne-Franche-Comté et Climat du Doubs.
En 2010, le climat de la commune est de type climat de montagne, selon une étude du Centre national de la recherche scientifique s'appuyant sur une série de données couvrant la période 1971-2000. En 2020, Météo-France publie une typologie des climats de la France métropolitaine dans laquelle la commune est exposée à un climat de montagne ou de marges de montagne et est dans la région climatique  Jura, caractérisée par une forte pluviométrie en toutes saisons (1 000 à 1 500 mm/an), des hivers rigoureux et un ensoleillement médiocre. 
Pour la période 1971-2000, la température annuelle moyenne est de 7,4 °C, avec une amplitude thermique annuelle de 16,2 °C. Le cumul annuel moyen de précipitations est de 1 562 mm, avec 12,8 jours de précipitations en janvier et 11,1 jours en juillet. Pour la période 1991-2020, la température moyenne annuelle observée sur la station météorologique de Météo-France la plus proche, « Pontarlier », sur la commune de Pontarlier à 7 km à vol d'oiseau, est de 8,8 °C et le cumul annuel moyen de précipitations est de 1 463,6 mm. 
La température maximale relevée sur cette station est de 38 °C, atteinte le 25 juillet 2019 ; la température minimale est de −32 °C, atteinte le 12 janvier 1987,,. 
Les paramètres climatiques de la commune ont été estimés pour le milieu du siècle (2041-2070) selon différents scénarios d'émission de gaz à effet de serre à partir des nouvelles projections climatiques de référence DRIAS-2020. Ils sont consultables sur un site dédié publié par Météo-France en novembre 2022.

## Urbanisme

### Typologie
Au 1er janvier 2024, Sainte-Colombe est catégorisée commune rurale à habitat dispersé, selon la nouvelle grille communale de densité à 7 niveaux définie par l'Insee en 2022.
Elle est située hors unité urbaine. Par ailleurs la commune fait partie de l'aire d'attraction de Pontarlier, dont elle est une commune de la couronne,. Cette aire, qui regroupe 54 communes, est catégorisée dans les aires de moins de 50 000 habitants,.

### Occupation des sols
L'occupation des sols de la commune, telle qu'elle ressort de la base de données européenne d’occupation biophysique des sols Corine Land Cover (CLC), est marquée par l'importance des forêts et milieux semi-naturels (50,3 % en 2018), une proportion sensiblement équivalente à celle de 1990 (50,2 %). La répartition détaillée en 2018 est la suivante : forêts (50,3 %), prairies (33,4 %), zones humides intérieures (13 %), zones urbanisées (3,3 %). L'évolution de l'occupation des sols de la commune et de ses infrastructures peut être observée sur les différentes représentations cartographiques du territoire : la carte de Cassini (XVIIIe siècle), la carte d'état-major (1820-1866) et les cartes ou photos aériennes de l'IGN pour la période actuelle (1950 à aujourd'hui).

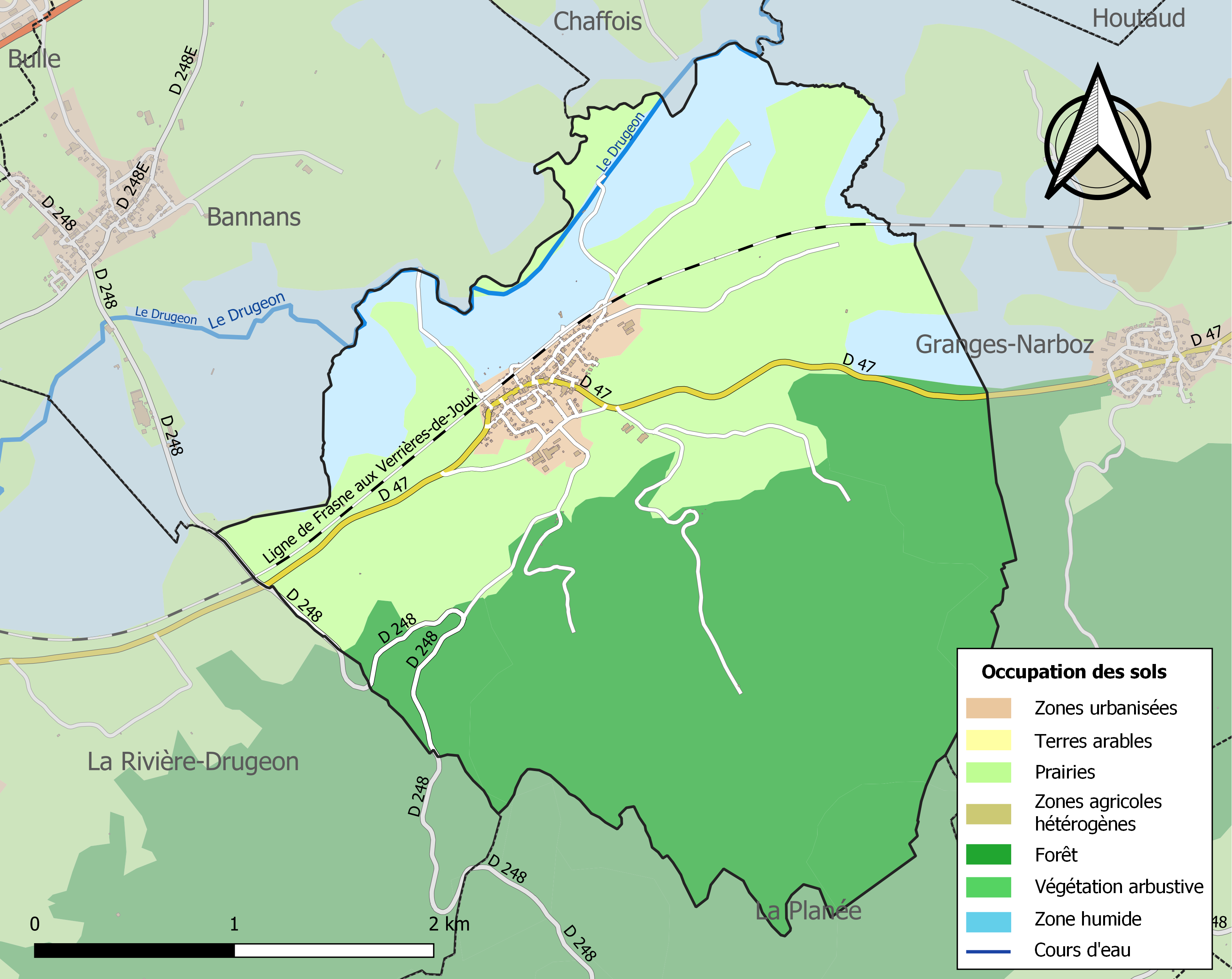
Carte des infrastructures et de l'occupation des sols de la commune en 2018 (CLC).

## Histoire
Colombe, une jeune chrétienne de Besançon, est condamnée à être exposée sur la place publique mais, sa chevelure ayant poussé subitement, elle échappe aux regards de la foule. Ce miracle la sauve : elle est autorisée à venir s'installer sur les bords du Drugeon, où elle bâtit une petite cellule, noyau du village qui porte son nom.

## Politique et administration
| Période                                  | Période                     | Identité                                      | Étiquette | Qualité     |
| ---------------------------------------- | --------------------------- | --------------------------------------------- | --------- | ----------- |
| avant 1981                               | ?                           | René-Michel Amadry                            |           |             |
| mars 2001                                | 2014                        | Alain Sirugue                                 | SE        |             |
| 2014                                     | En cours (au 1er juin 2020) | Lionel Malfroy Réélu pour le mandat 2020-2026 | SE        | Agriculteur |
| Les données manquantes sont à compléter. |                             |                                               |           |             |

## Démographie
L'évolution du nombre d'habitants est connue à travers les recensements de la population effectués dans la commune depuis 1793. Pour les communes de moins de 10 000 habitants, une enquête de recensement portant sur toute la population est réalisée tous les cinq ans, les populations de référence des années intermédiaires étant quant à elles estimées par interpolation ou extrapolation. Pour la commune, le premier recensement exhaustif entrant dans le cadre du nouveau dispositif a été réalisé en 2006.

En 2022, la commune comptait 482 habitants, en évolution de +22,34 % par rapport à 2016 (Doubs : +1,88 %, France hors Mayotte : +2,11 %).
| 1793 | 1800 | 1806 | 1821 | 1831 | 1836 | 1841 | 1846 | 1851 |
| ---- | ---- | ---- | ---- | ---- | ---- | ---- | ---- | ---- |
| 268  | 269  | 263  | 343  | 367  | 369  | 364  | 329  | 331  |

| 1856 | 1861 | 1866 | 1872 | 1876 | 1881 | 1886 | 1891 | 1896 |
| ---- | ---- | ---- | ---- | ---- | ---- | ---- | ---- | ---- |
| 335  | 337  | 330  | 344  | 321  | 320  | 315  | 298  | 274  |

| 1901 | 1906 | 1911 | 1921 | 1926 | 1931 | 1936 | 1946 | 1954 |
| ---- | ---- | ---- | ---- | ---- | ---- | ---- | ---- | ---- |
| 259  | 210  | 212  | 178  | 187  | 186  | 204  | 179  | 198  |

| 1962 | 1968 | 1975 | 1982 | 1990 | 1999 | 2006 | 2011 | 2016 |
| ---- | ---- | ---- | ---- | ---- | ---- | ---- | ---- | ---- |
| 167  | 152  | 186  | 224  | 255  | 232  | 264  | 355  | 394  |

| 2021 | 2022 | - | - | - | - | - | - | - |
| ---- | ---- | - | - | - | - | - | - | - |
| 464  | 482  | - | - | - | - | - | - | - |

## Lieux et monuments
- La chapelle Notre-Dame-du-Bon-Secours recensée dans la base Mérimée lors du récolement de 1978[19].
- L'église paroissiale Sainte-Colombe recensée dans la base Mérimée lors du récolement de 1978[20].

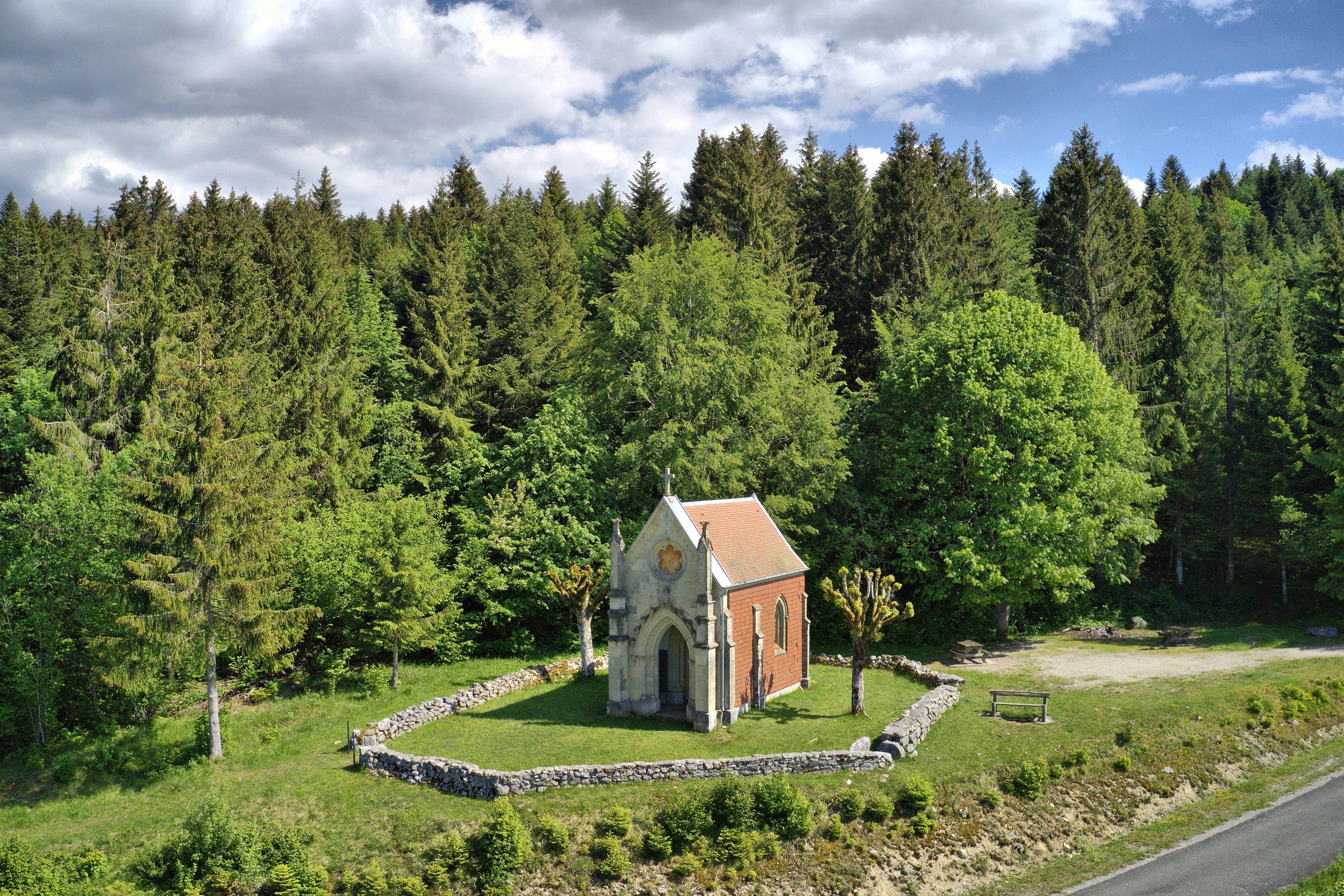
La chapelle Notre-Dame-du-Bon-Secours.
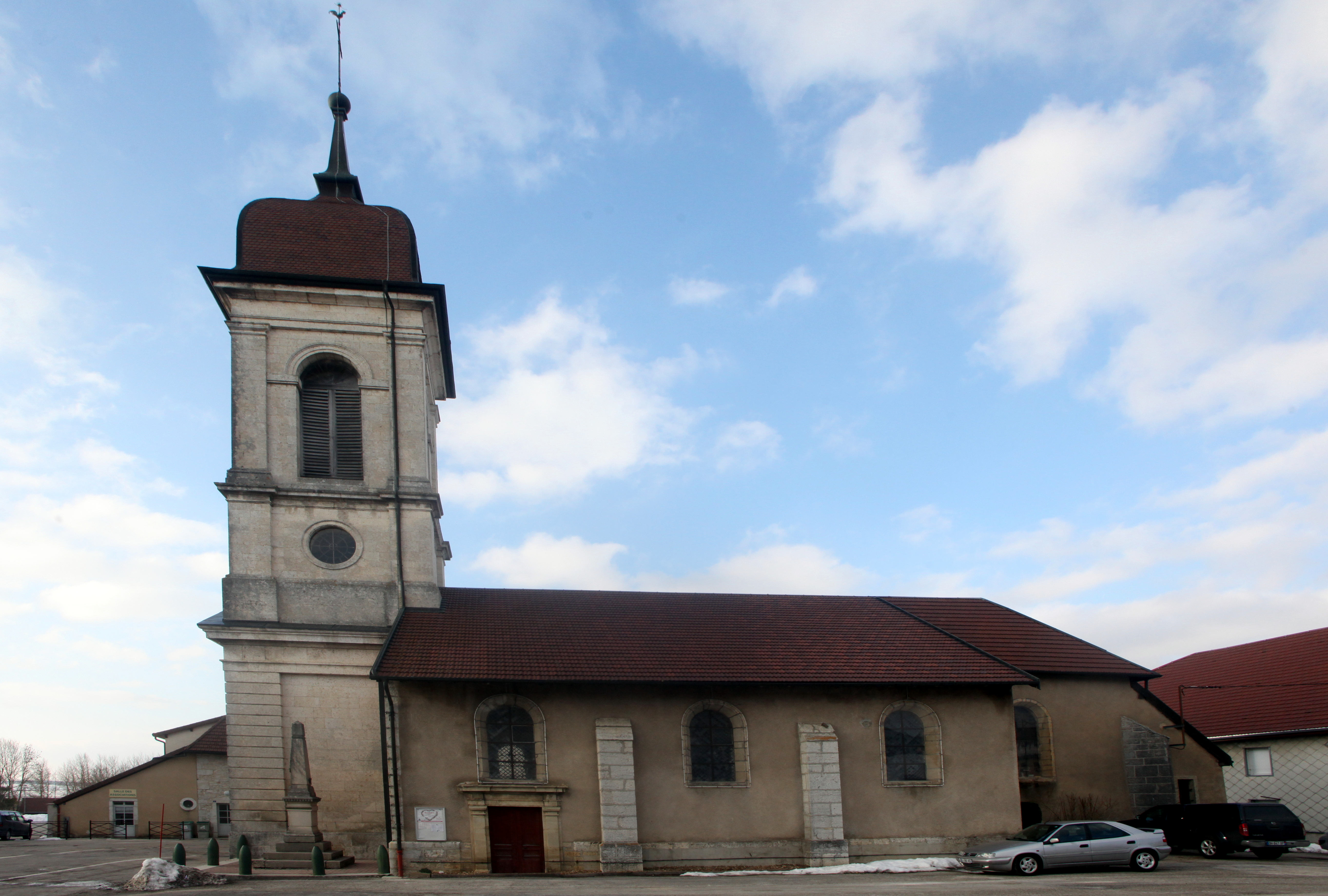
Église.
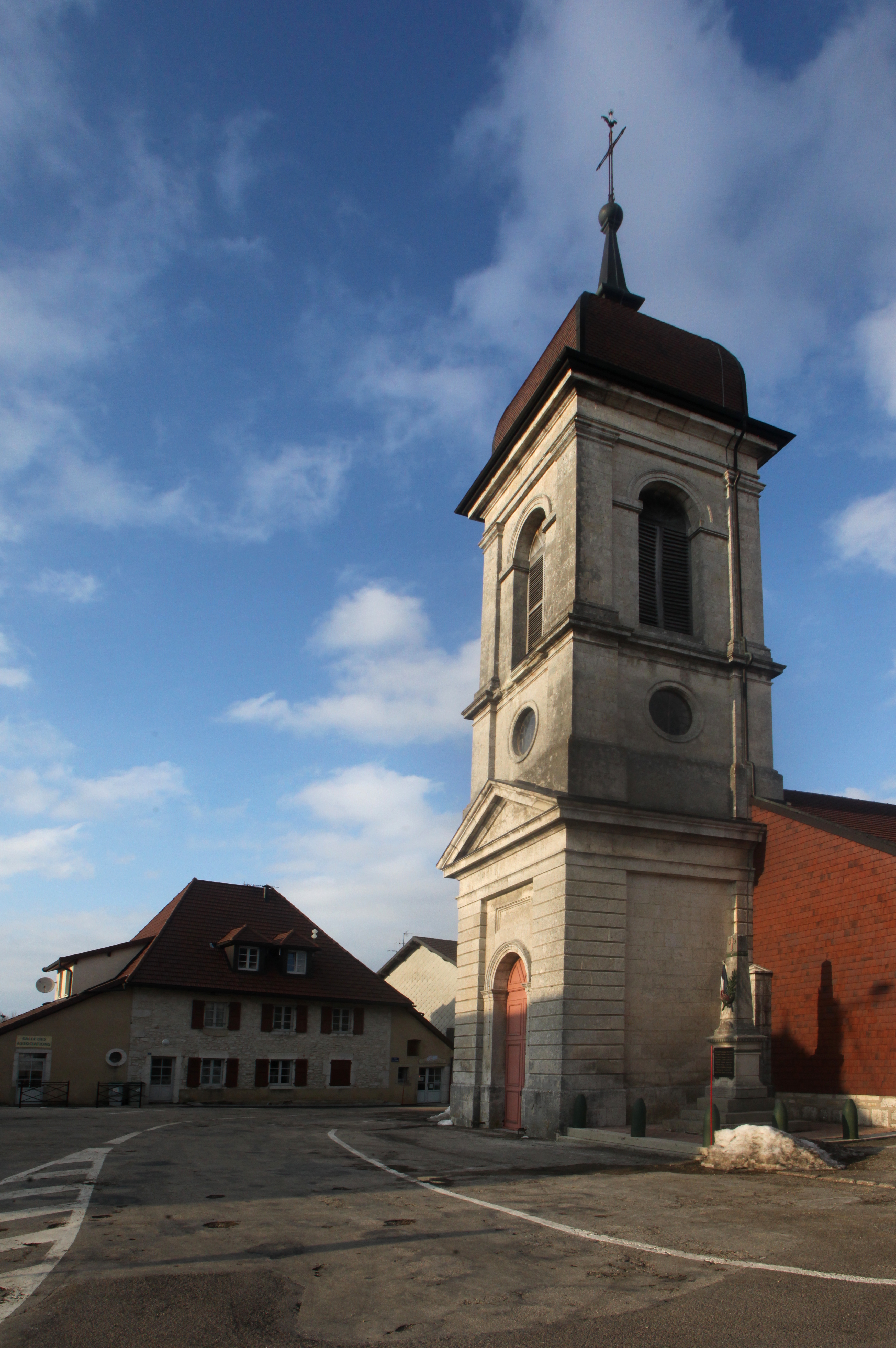
Église.
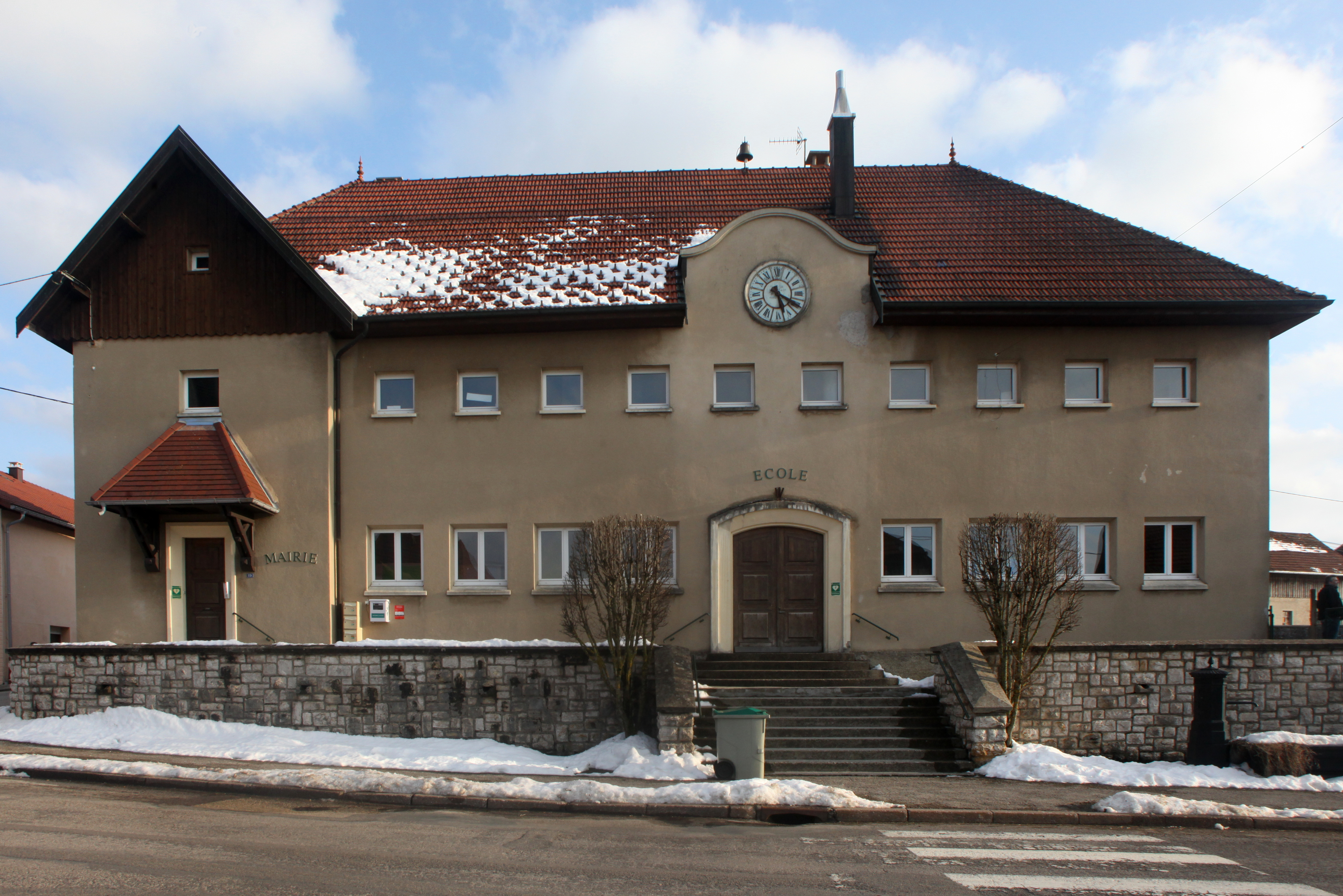
Mairie.